# 玫紋絲隆頭魚
玫紋絲隆頭魚，又稱玫紋絲鰭鸚鯛，為輻鰭魚綱鱸形目隆頭魚亞目隆頭魚科的其中一種，分布於中西太平洋的新喀里多尼亞海域，棲息在珊瑚礁及岩礁區海域，生活習性不明。

## 擴展閱讀
維基物種上的相關：玫紋絲隆頭魚